# Macropsis hinganensis
Macropsis hinganensis är en insektsart som beskrevs av Alexey K. Tishechkin 2004. Macropsis hinganensis ingår i släktet Macropsis och familjen dvärgstritar. Inga underarter finns listade i Catalogue of Life.